# Primera Liga de Eslovenia 1992-93
La PrvaLiga de Eslovenia 1992-93 fue la segunda edición de la máxima categoría del fútbol esloveno. Inició el 15 de agosto de 1992 y finalizó el 9 de junio de 1993. El campeón fue otra vez el NK Olimpija Ljubljana.

## Tabla de posiciones
| Pos | Equipo             | PJ | PG | PE | PP | GF | GC | Dif | Pts |
| --- | ------------------ | -- | -- | -- | -- | -- | -- | --- | --- |
| 1   | Olimpija           | 34 | 22 | 8  | 4  | 94 | 20 | +74 | 52  |
| 2   | Maribor            | 34 | 18 | 12 | 4  | 50 | 19 | +31 | 48  |
| 3   | Mura               | 34 | 19 | 8  | 7  | 50 | 28 | +22 | 46  |
| 4   | Ljubljana          | 34 | 16 | 8  | 10 | 44 | 34 | +10 | 40  |
| 5   | Naklo              | 34 | 15 | 10 | 9  | 54 | 47 | +7  | 40  |
| 6   | Svoboda            | 34 | 14 | 10 | 10 | 38 | 33 | +5  | 38  |
| 7   | Krka               | 34 | 13 | 12 | 9  | 35 | 30 | +5  | 38  |
| 8   | Koper              | 34 | 11 | 13 | 10 | 40 | 44 | –4  | 35  |
| 9   | Rudar Velenje      | 34 | 13 | 7  | 14 | 45 | 52 | –7  | 33  |
| 10  | Celje              | 34 | 12 | 8  | 14 | 37 | 47 | –10 | 32  |
| 11  | Slovan             | 34 | 9  | 13 | 12 | 45 | 43 | +2  | 31  |
| 12  | Gorica             | 34 | 11 | 9  | 14 | 39 | 46 | –7  | 31  |
| 13  | Izola              | 34 | 10 | 10 | 14 | 45 | 46 | –1  | 30  |
| 14  | Potrošnik Beltinci | 34 | 12 | 5  | 17 | 51 | 61 | –10 | 29  |
| 15  | Zagorje            | 34 | 10 | 8  | 16 | 28 | 40 | –12 | 28  |
| 16  | Steklar            | 34 | 4  | 14 | 16 | 33 | 72 | –39 | 22  |
| 17  | Železničar Maribor | 34 | 6  | 8  | 20 | 30 | 62 | –32 | 20  |
| 18  | Nafta Lendava      | 34 | 6  | 7  | 21 | 30 | 64 | –34 | 19  |

PJ = Partidos jugados; PG = Partidos ganados; PE = Partidos empatados; PP = Partidos perdidos; GF = Goles anotados; GC = Goles recibidos; Dif = Diferencia de goles; Pts = Puntos
|  | Liga de Campeones de la UEFA |
|  | Copa de la UEFA              |
|  | Recopa de Europa             |
|  | Descenso a la 2. SNL         |

| Bandera de Eslovenia       |
| Campeón Olimpija 2° título |